# 艾斯特上游瓦特贝格
艾斯特上游瓦特贝格是奥地利上奥地利州弗赖施塔特县的一个市镇。总面积19.4平方公里，总人口3894人，人口密度200.7人/平方公里（2005年）。